# Strażnica KOP „Samanta”

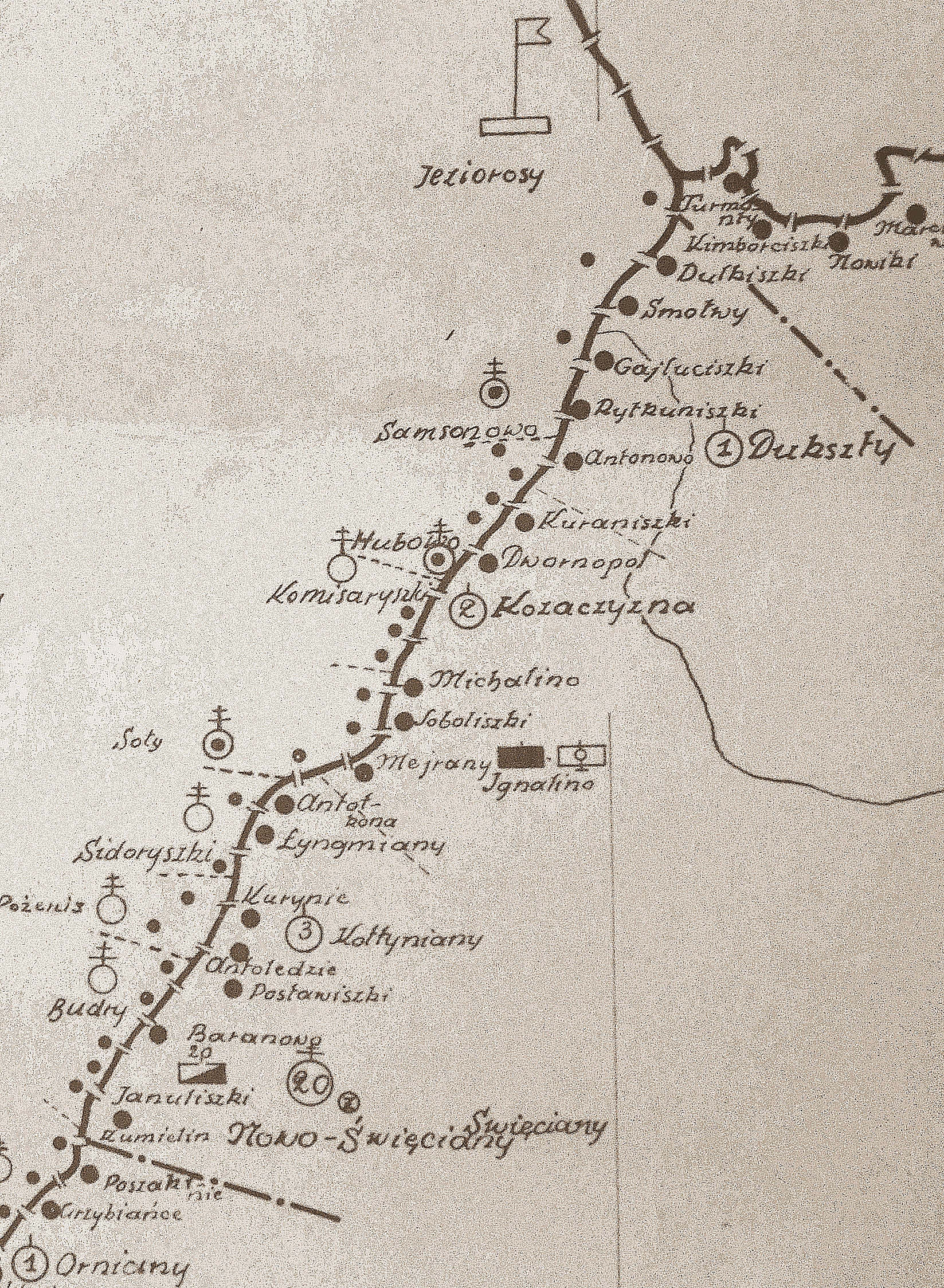
Rozmieszczenie batalionu KOP
„Nowe Świeciany” w 1931

Strażnica KOP „Samanta” – zasadnicza jednostka organizacyjna Korpusu Ochrony Pogranicza pełniąca służbę ochronną na granicy polsko-litewskiej.

## Formowanie i zmiany organizacyjne
W 1926 w składzie 6 Brygady Ochrony Pogranicza, został sformowany 20 batalion graniczny. W 1928 w skład batalionu wchodziło 12 strażnic. W 1 kompanii KOP „Dukszty” w latach 1929 – 1932 funkcjonowała strażnica KOP „Rytkuniszki” . W roku 1934 strażnicę przemianowano na „Samanta”. Strażnica liczyła około 18 żołnierzy i rozmieszczona była przy linii granicznej z zadaniem bezpośredniej ochrony granicy państwowej.
W 1932 obsada strażnicy zakwaterowana była w budynku prywatnym. Strażnicę z macierzystą kompanią łączył trakt długości 5 km.

## Służba graniczna
Podstawową jednostką taktyczną Korpusu Ochrony Pogranicza przeznaczoną do pełnienia służby ochronnej był batalion graniczny. Odcinek batalionu dzielił się na pododcinki kompanii, a te z kolei na pododcinki strażnic, które były „zasadniczymi jednostkami pełniącymi służbę ochronną”, w sile półplutonu. Służba ochronna pełniona była systemem zmiennym, polegającym na stałym patrolowaniu strefy nadgranicznej, wystawianiu posterunków alarmowych, obserwacyjnych i kontrolnych stałych, patrolowaniu i organizowaniu zasadzek w miejscach rozpoznanych jako niebezpieczne, kontrolowaniu dokumentów i zatrzymywaniu osób podejrzanych, a także utrzymywaniu ścisłej łączności między oddziałami i władzami administracyjnymi. Strażnice KOP stanowiły pierwszy rzut ugrupowania kordonowego Korpusu Ochrony Pogranicza.
Strażnica KOP „Samanta” w 1932 ochraniała pododcinek granicy państwowej szerokości 8 kilometrów 930 metrów, a w 1938 6 kilometrów 800 metrów od słupa granicznego nr 982 do 995.
Sąsiednie strażnice:
- strażnica KOP „Szymoniszki” ⇔ strażnica KOP „Gajlutyszki” – 1929[2]
- strażnica KOP „Antonowo” ⇔ strażnica KOP „Gajlutyszki” – 1931[3] , 1932[4], 1934[5] i w 1938[6]

## Dowódcy strażnicy
- sierż. Stanisław Ziętek (?) – (poł. 1936)[10]
- sierż. Władysław Jezierski (od VIII 1936) – (VII 1938)